# Finismonde
Finismonde (titre original : World's End) est un roman de science-fiction écrit par Joan D. Vinge et publié en 1984.

## Résumé
L'Inspecteur de police BZ Gundhalinu (personnage secondaire dans La Reine des neiges) est temporairement suspendu de ses fonctions à la suite d'un scandale politique. Il profite de sa disponibilité pour partir à Finismonde, un endroit où on dit que tout peut arriver, le meilleur comme le pire. Deux buts l'y poussent : retrouver ses frères portés disparus, mais aussi et surtout rencontrer la femme dont on dit qu'elle a des cheveux de lune, comme Moon Marchalaube, l'amour qu'il a laissé sur la planète Tiamat et qui lui est inaccessible désormais.
Sur place, BZ rencontre d'autres aventuriers, qui rêvent de faire fortune rapidement au Lac de Feu, un lieu perdu et qui n'obéit à aucune loi naturelle. Il pactise avec certains d'entre eux, peu recommandables, mais sans avoir le choix : on dit que seuls les fous et les criminels partent au Lac de Feu. Il se charge également de retrouver une sibylle égarée... et qui est devenue la reine du Lac de Feu. Retenu prisonnier, menacé de folie, contaminé par le virus divinatoire, BZ réussit pourtant à comprendre la vraie nature des lieux (le Lac de Feu n'est pas fait d'eau, mais de géniomatière vivante et dégradée, particulièrement instable ; la stabiliser apaisera les lieux et fournirait une source d'énergie auto-reproductible et infinie), à retrouver ses frères, et à revenir en héros, ayant récupéré honneur et famille.